# Хадсон, Уильям
Уильям Хадсон (англ. William Hudson; 1730[…], Кендал, Камбрия — 23 мая 1793, Лондон) — британский ботаник и миколог. 

## Биография
Уильям Хадсон получил образование в Кендалской средней школе и был отдан в учение лондонскому аптекарю. 
В 1761 году он был избран членом Лондонского королевского общества. В 1762 году вышло первое издание важной научной работы Уильяма Хадсона Flora Anglica. В 1791 году Уильям Хадсон вступил в Лондонское Линнеевское общество. 
Уильям Хадсон умер 23 мая 1793 года. Он был похоронен в церкви Святого Джеймса в Вестминстере, Лондон. 

## Научная деятельность
Уильям Хадсон специализировался на папоротниковидных, Мохообразных, водорослях, семенных растениях и на микологии.   

## Основные научные работы
- Flora Anglica (1762)[6].